# ميفا
شركة ميفا (بالألمانية: Mepha Pharma AG) هي شركة صيدلانية سويسرية مقرها في بازل، استحوذت عليها شركة سيفالون في عام 2010 بصفقة مقدارها 590 مليون دولار أمريكي، ثم قامت شركة تيفا بالاستحواذ على سيفالون في مايو 2011 بصفقة بلغت 6.8 مليار دولار أمريكي.

## المنتجات
تنتج شركة ميفا العشرات من الأدوية الجنيسة والتي تغطي اختصاصات مختلفة، وتعد ثالث أكبر الشركات في السوق السويسرية.